# Garpenbergs gruva

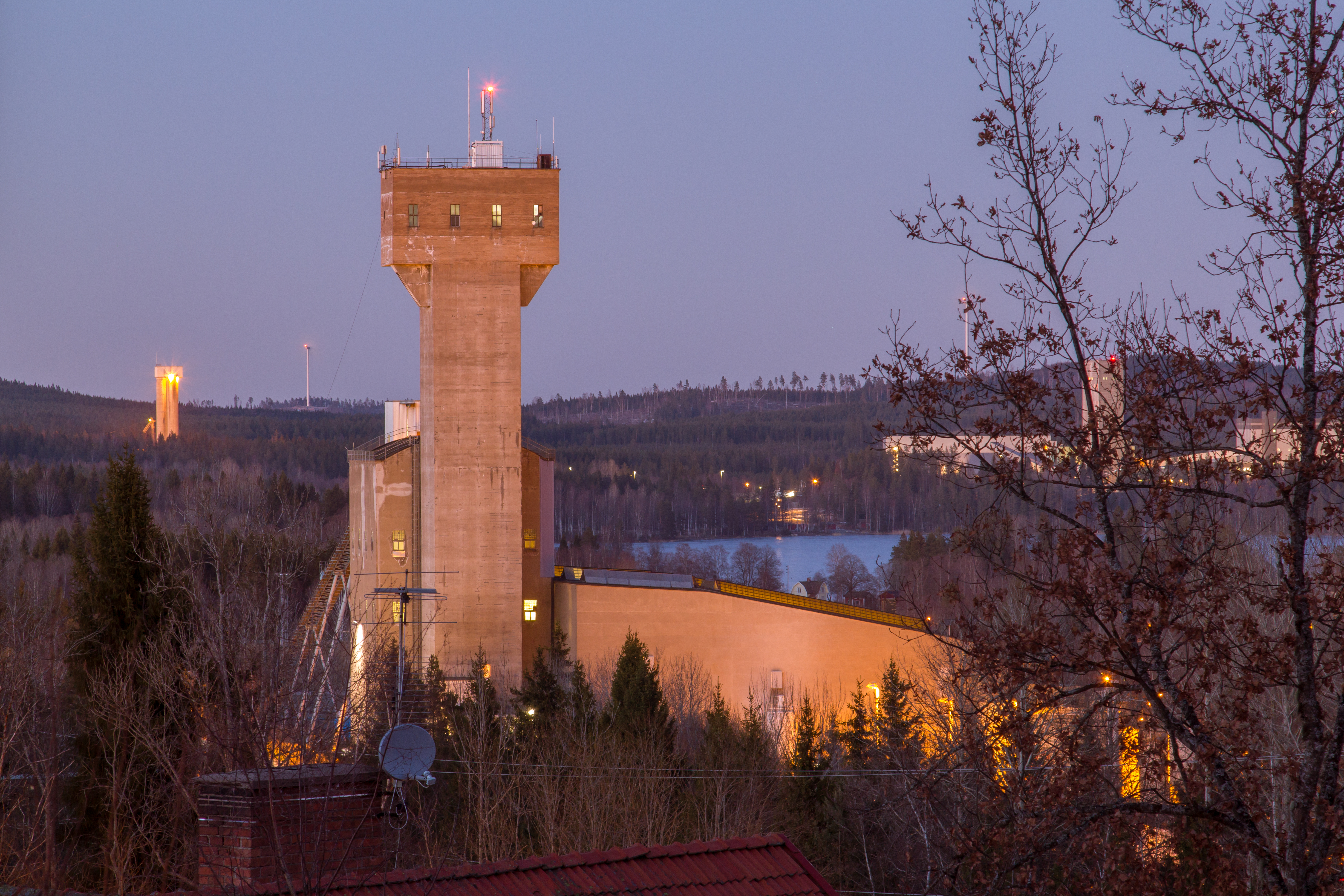
Nu rivna Södra laven i förgrunden, i bakgrunden t.v. syns Norra laven och i bakgrunden t.h. – bakom Finnhytte-Dammsjön – det senast uppförda området vid Lappberget

Garpenbergs gruva är en (tidigare flera) gruva i Garpenberg i Hedemora kommun (Sverige). Gruvbrytningen av sulfidmalm har tidigare uppgetts vara av medeltida ursprung. Analyser av sedimentprover från Gruvsjön visar dock att gruvdrift etablerats före vår tideräkning och pågått mer eller mindre kontinuerligt i området sedan 400-talet. Garpenbergs gruva är Sveriges äldsta gruva som ännu är i drift. Garpenberg och Lovisagruvan är de enda gruvorna i drift i Bergslagen.

## Historik

### Bakgrund
Området runt orten Garpenberg i sydöstra Dalarna har en berggrund med omvandlade vulkaniska bergarter. Dessa har inslag av kalk och dolomit. De förekommande malmådrorna omges av glimmerkvartsiter och skarniga bergarter.
Gruvbrytningen i området är omskriven sedan 1300-talet, men den har sannolikt pågått mycket längre. Nyare studier av sedimenten i den näraliggande Gruvsjön har visat på mänsklig påverkan på malmer i anslutning till sjön redan 375-175 före vår tideräkning. Från omkring år 400 fann man en permanent ökning av koppar och bly, vilken sedan accelererade från 1200-talet. Brytning tycks således ha förekommit väsentligt tidigare än vad som varit känt från historiska och arkeologiska källor, men de första skriftliga beläggen tycks hänga samman med den accelererande brytningen under medeltiden.
Namnet på orten Garpenberg kommer av de bergsmän – garpar – som rekryterades från det tyska Centraleuropa för att utveckla gruvdriften och hytthanteringen i Sverige.
Till att börja med bröt man på orten olika mindre fyndigheter av kopparhårdmalm.

### 1500 till 1800-talet
Gustav Vasa beslutade år 1523 att den svenska berghanteringen skulle utvecklas och produktionen ökade i garpenberg. År 1553 tog staten över verksamheten helt och drev den fram till år 1578 då brytningen avbröts på grund av mindre lyckade provsmältningar av silver. 
År 1601 beodrade Kung Karl IX att driften skulle återupptas. Vattenuppfodringen blev däremot ett växande problem med allt dyrare drift som följd och i slutet av 1630-talet överläts brytningen till handelsmannen Thomas Funck. Gruvorna och bruket drevs av den Funckska släkten fram till år 1768 då bolaget gick i konkurs. .
De kommande 100 åren präglades av flera ägarbyten och konkurser. I slutet av 1800-talet delades ägandet upp i tre grupper, där Rullshytte Grufbolag sedermera skulle komma att bli Garpenberg AB. 

### 1900-talet
På 1930-talet upptäcktes "den Stora Strandmalmen". Tack vare denna större malmåder startade Boliden AB 1957 en brytning av typen komplexmalm, med utvinning av flera olika metaller.
1962 upptäcktes en ny malmfyndighet 3 kilometer norr om den södra (och äldsta) gruvan. Denna, bestående av en silverhaltig komplexmalm, kom att leda till etablerandet av gruvan Garpenberg Norra. Denna gruvbrytning, som inleddes 1972, görs i en malmkropp med ett nätverk av smala men metallrika malmådror, där zink, silver och bly finns i stora mängder.

### 2000-talet
Gruvbrytningen på 2000-talet gäller sulfidmalm, och år 2022 producerade gruvan 3 miljoner ton malm. Förutom själva gruvbrytningen finns på orten ett anrikningsverk, och ur malmen utvanns samma år 700 ton koppar, 36 000 ton bly, 100 000 ton zink, 273 ton silver och 595 kg guld.
Gruvan i Garpenberg räknades 2012 som den bästa och mest uthålliga gruvan inom Boliden. Den är mest lönsam av koncernens olika gruvor, och gruvbrytningen är den mest lönsamma industrin i hela Dalarna.
2014 färdigställdes en ny produktionsanläggning som ökade produktionen från 1,5 miljoner ton per år till 2,5 miljoner ton per år. Gruvan är världens mest produktiva underjordsgruvan för zink och år 2021 var rörelseresultatet för gruvan i Garpenberg 3,1 miljarder kr, för att 2022 stiga till knappt 3,4 miljarder kr.
Gruvan har diskuterats som plats för detektorn till det föreslagna neutrino-projektet vid ESS.

## Gruvorna / gruvlavarna
Fram till början av 2000-talet fanns två olika gruvor i Garpenberg – Garpenberg (från medeltiden) och Garpenberg Norra (från 1962). Därutöver planerades brytning vid en tredje plats – Lappberget – mellan de två andra gruvorna. 2004 förenades gångarna i de båda äldsta gruvorna, och numera räknas hela gruvbrytningen som i en enda, gemensam gruva.